# Несс (округ, Канзас)
Шаблон:StateAbbr_ 38°27′29″ пн. ш. 99°41′15″ зх. д. / 38.458055555556° пн. ш. 99.6875° зх. д.
Округ Несс (англ. Ness County) — округ (графство) у штаті Канзас, США. Ідентифікатор округу 20135.

## Історія
Округ утворений 1867 року.

## Демографія
За даними перепису 
2000 року 
загальне населення округу становило 3454 осіб, усе сільське.
Серед мешканців округу чоловіків було 1714, а жінок — 1740. В окрузі було 1516 домогосподарств, 978 родин, які мешкали в 1835 будинках.
Середній розмір родини становив 2,83.
Віковий розподіл населення поданий у таблиці:
| Стать    | До 15 років | 15-21 | 22-29 | 30-39 | 40-49 | 50-65 | 65-85 | Понад 85 |
| -------- | ----------- | ----- | ----- | ----- | ----- | ----- | ----- | -------- |
| Чоловіки | 322         | 146   | 107   | 210   | 290   | 289   | 307   | 43       |
| Жінки    | 285         | 137   | 91    | 207   | 255   | 278   | 366   | 121      |

## Суміжні округи
- Трего — північ
- Елліс — північний схід
- Раш — схід
- Поні — південний схід
- Годжмен — південь
- Фінні — південний захід
- Лейн — захід
- Гов — північний захід

## Виноски
1. ↑  U.S. Decennial Census. United States Census Bureau. Процитовано 27 липня 2014.
2. ↑  Historical Census Browser. University of Virginia Library. Архів оригіналу за 11 серпня 2012. Процитовано 27 липня 2014.
3. ↑  Population of Counties by Decennial Census: 1900 to 1990. United States Census Bureau. Процитовано 27 липня 2014.
4. ↑  Census 2000 PHC-T-4. Ranking Tables for Counties: 1990 and 2000 (PDF). United States Census Bureau. Процитовано 27 липня 2014.
5. ↑  State & County QuickFacts. United States Census Bureau. Архів оригіналу за 6 серпня 2011. Процитовано 27 липня 2014.(англ.) Наведено за англійською вікіпедією.
6. ↑  American FactFinder. Бюро перепису населення США. Архів оригіналу за 26 лютого 2012. Процитовано 31 січня 2008.

| США | Це незавершена стаття з географії США. Ви можете допомогти проєкту, виправивши або дописавши її. |